# 张继祖
张继祖（？—1281年），字善卿，东昌堂邑（今山东聊城西北）人，元朝官员，张泰亨的儿子。
张继祖哥哥张显祖，弟弟张荣祖。张继祖年幼时聪颖，博学强记。袭任父职。后来担任昭信校尉，佩虎符。喜欢亲近文士，名誉很高。平章阿里海涯非常器重他。至元十八年（1281年），跟从阿里海涯镇守鄂州，船过洞庭湖，起大风，张继祖害怕阿里海涯船不能达，轻舟快进，落水溺死。